# Visayas
Visayas er øgruppen som deler Filippinerne mellem det nordlige Luzon og det sydlige Mindanao. Den består af adskillige enkelte øer, og havet i øernes midte er Visayanhavet. På øerne bor visayerne.
De største øer er (fra vest mod uret):
- Panay
- Negros
- Cebu
- Bohol
- Leyte
- Samar

Kulturelt set kan også inkluderes følgende øer, hvis indbyggere primært er visayer:
- Masbate
- Romblon

## Historie
Øgruppens historie før spaniernes ankomst er ukendt. Der findes legender, men deres troværdighed drages i almindelighed i tvivl. 
Første historiske vidnesbyrd om visayerne stammer fra det 12. århundrede, hvor området menes at have hørt under Srivijaya-riget. Det er sandsynligt, at beboerne på øerne har stået på venskabelig fod med forskellige javanesiske og malajiske kongedømmer, idet beboerne på Cebu kunne tale på malajisk med Enrique fra Malacca, da han ankom med Ferdinand Magellan i 1521. Efter denne ekspedition blev spanierne interesseret i øgruppen og sendte opdagelsesrejsende og conquistadorer ud for at udforske og kolonisere området. 
I begyndelsen accepterede visayerne denne kolonisering, og mange lokale beboere konverterede til kristendom og tog Santo Niño som deres beskytter. Situationen vendte sig dog efterhånden, og der opstod oprør mod spanierne. Perioden var urolig i Visayas, idet man også mener, at moroer (et andet filippinsk folkeslag) invaderede en række af øerne i området. 
Under Den filippinske revolution i slutningen af det 19. århundrede var visayerne aktive i filippinsk politik, og adskillige præsidenter stammer fra Visayas.
I 2005 blev den vestligste øgruppe, Palawan, administrativt lagt ind under region VI (Vestvisayas). Der var imidlertid modstand fra Palawan mod dette skifte, og en ny beslutning betød, at Palawans indlemmelse i region VI foreløbig er udskudt.

## Administrativ opdeling
Visayas er adminstrativt opdelt i tre regioner: Vestvisayas (Panay og det vestlige Negros), Centralvisayas (østdelen af Negros, Cebu og Bohol) og Østvisayas (Leyte og Samar).
10°30′N 124°00′Ø / 10.5°N 124°Ø